# Wikiloc
Wikiloc è un sito web, lanciato nel 2006,    contenente percorsi GPS e waypoint caricati dai membri. Le mappe si possono vedere su OpenStreetMap, la relativa OpenCycleMap, USGS Imagery Topo Base Map e USGS Topo Base Map). Esistono applicazioni mobili per Android   e iPhone.   Il prodotto ha più di 15 milioni di membri,  è offerto in molte lingue  e ha più di 57 milioni di percorsi per 80 attività (escursionismo, ciclismo, vela, equitazione, guida, parapendio e così via) in molti paesi e territori.